# Nord-Norge
Il Nord-Norge (Nord-Noreg in Nynorsk, Norvegia del Nord in italiano), è una regione della Norvegia, la più a nord e la più grande per estensione (112951 km²).
Occupa i territori delle contee del Troms, Finnmark e Nordland e le importanti città di Bodø, Narvik, Tromsø e Hammerfest.
Nel 2011 gli abitanti erano 470 000 per una densità di popolazione di 4,16 ab./km².

## Storia
Come dimostrano le caverne di Alta e Leknes, circa 12-13000 anni fa qui si era insediata una popolazione proveniente probabilmente dalla Russia, che viveva di caccia e pesca lungo i fiordi e il fiume Tana.
La popolazione più antica ancora presente è quella sami, di cui troviamo tracce dalle epoche romane.
Il '700 fu un brutto periodo per questa parte della Norvegia, che divenne dipendente dai russi, verso la fine del secolo comunque incominciò un periodo di forte crescita. Vennero infatti fondate molte città e venne istituita la Hurtigruten.
In seguito alla crescita del paese, le minoranze di finlandesi e sami vennero considerate sempre meno, fino ad essere discriminate.
Durante la seconda guerra mondiale, la Norvegia del Nord, occupata dai tedeschi, venne completamente distrutta e ricostruita poi durante il '900. Le popolazioni però, spaventate dalla guerra, emigrarono al sud (dove tuttora vivono i discendenti)
spopolando questa regione.

## Società

### Lingue e dialetti
Quasi tutta la popolazione del Nord-Norge parla il Bokmål come lingua madre, però con diversi accenti e piccoli dialetti. Vi sono inoltre forti minoranze sami, finlandesi e russe che parlano liberamente le loro lingue conoscendo però anche il norvegese.

## Geografia fisica
Il Nord-Norge copre quasi un terzo di tutta la Norvegia. La parte sulla costa è coperta da fiordi e isolette, mentre il confine con la Svezia da foreste, neve e montagne.
Le isole principali sono Sørøya, Senja, Magerøya, Ringvassøya e Hinnøya.
Importanti luoghi sono Knivskjellodden, il punto più a nord d'Europa, le isole Lofoten e Vesterålen.
Le temperature estive non superano mai i 14-15 °C a luglio e nei mesi invernali possono arrivare a −50 °C.